# ترافيس ويستر
ترافيس ويستر (بالإنجليزية: Travis Wester)‏ هو مخرج وممثل أمريكي، ولد في 8 أكتوبر 1977 في الولايات المتحدة.

## أعمال

### مسلسلات
- إن سي آي إس
- كاسل
- كولد كيس

## وصلات خارجية
- ترافيس ويستر على موقع IMDb (الإنجليزية)
- ترافيس ويستر على موقع ألو سيني (الفرنسية)
- ترافيس ويستر على موقع أول موفي (الإنجليزية)
- ترافيس ويستر على موقع قاعدة بيانات الأفلام السويدية (السويدية)
- ترافيس ويستر على موقع قاعدة بيانات الفيلم (الإنجليزية)
- ترافيس ويستر على موقع كينوبويسك (الروسية)